# Metro (quotidiano olandese)
Metro è un quotidiano gratuito dei Paesi Bassi, distribuito dal 1999, principalmente ai pendolari nelle zone ad alto traffico. Precedentemente di proprietà di Metro International, nell'agosto 2012 il giornale è stato rilevato dal Telegraaf Media Group (TMG). Al momento dell'acquisizione, TMG pubblicava già un altro quotidiano olandese gratuito, Spits, che successivamente è stato fuso con Metro.

## Storia
Metro segue il formato di altri giornali gratuiti di Metro International, il primo dei quali è apparso a Stoccolma nel 1995. Il Metro olandese è stato il quarto di questi ed è apparso per la prima volta il 21 giugno 1999; è pubblicato cinque giorni alla settimana e per un breve periodo ha avuto anche un'edizione del sabato. Edizioni separate per Rotterdam e Amsterdam sono apparse nell'ottobre 2004 e nell'aprile 2005. Il modello di business è lo stesso delle altre pubblicazioni di Metro International: le notizie sono riportate in modo relativamente breve, tutte le entrate derivano dalle pubblicità e i giornali sono distribuiti principalmente nelle stazioni ferroviarie, oltre che in supermercati, centri commerciali, università e parcheggi.  Nel 2004 ha iniziato la distribuzione negli uffici postali e nei ristoranti McDonald's.
La prima redattrice in capo è stata Jelle Leenes, succeduta nel 2002 da Jan Dijkgraaf. Dal 2006 al 2008 il giornale è stato guidato da Rutger Huizenga e dal 2008 da Robert van Brandwijk, ex direttore dell'Algemeen Dagblad.
Fino alla sua morte nel 2004, Theo van Gogh ha tenuto una rubrica quotidiana su Metro, regolarmente criticata per i suoi commenti, tra gli altri, su musulmani e cristiani. Il suo successore è Ebru Umar, uno scrittore olandese di origine turca.
L'acquisizione da parte di TGM è stata provocata, secondo Per Mikael Jensen, proprietario di Metro International, da una diminuzione delle entrate pubblicitarie. La tiratura del giornale era già stata abbassata del quattro per cento a 463.000 nel primo trimestre del 2012 e si prevedeva una riduzione del personale a seguito dell'acquisizione. TMG ha annunciato di voler risparmiare combinando stampa e distribuzione. Secondo Herman van Campenhout di TMG, il fatto che i due giornali, De Telegraaf e Metro, siano di proprietà della stessa società aumenterà la differenza tra loro. Metro è il secondo quotidiano più grande del paese; combinati, i due giornali hanno una stima di lettori di 2,3 milioni, secondo TMG.